# Milan-Turin 2025
La 106e édition de Milan-Turin a  lieu le mercredi 19 mars 2025 en Italie entre Rho et Turin-Superga. Cette course cycliste fait partie du calendrier UCI ProSeries 2025 (deuxième niveau mondial) en catégorie 1.Pro. 

## Parcours
Cette course de 174 kilomètres se déroule sur un parcours essentiellement plat partant de la ville de Rho située au nord-ouest de Milan pour prendre la direction de l'ouest et rejoindre Turin pour un circuit local de 18,9 km à accomplir une fois avec une arrivée jugée au sommet de Superga (altitude : 669 mètres, montée de 4,9 km avec une pente moyenne de 9,1 %).

## Équipes
| WorldTeams (6)- EF Education-EasyPost - Intermarché-Wanty - Movistar Team - Team Picnic-PostNL - UAE Team Emirates XRG - XDS Astana Team ProTeams (11)- Equipo Kern Pharma - Israel-Premier Tech - Q36.5 Pro Cycling Team - Solution Tech-Vini Fantini - Team Polti VisitMalta - Tudor Pro Cycling Team - Team TotalEnergies - Unibet Tietema Rockets - Uno-X Mobility - VF Group-Bardiani CSF-Faizanè - Wagner Bazin WB Équipes continentales (2)- JCL Team Ukyo - MBH Bank Ballan CSB |
| |

## Récit de la course
Profitant du travail de sape de son coéquipier Adam Yates qui élimine la plupart des adversaires, Isaac Del Toro attaque à 1 300 m du sommet de Superga, suivi par les seuls Ben Tulett et Tobias Johannessen. Del Toro émerge dans les 150 derniers mètres et s’impose devant Tulett.

## Classement final
| \| Classement général \| Classement général \| Classement général \| Classement général \| Classement général \| \| Coureur \| Coureur \| Pays \| Équipe \| Temps \| \| ------------------ \| ------------------- \| ------------------ \| -------------------------- \| ------------------ \| \| 1er \| Isaac Del Toro \| Mexique \| UAE Team Emirates XRG \| 3 h 56 min 49 s \| \| 2e \| Ben Tulett \| Royaume-Uni \| Team Visma \\| Lease a Bike \| + 1 s \| \| 3e \| Tobias Johannessen \| Norvège \| Uno-X Mobility \| + 9 s \| \| 4e \| Adam Yates \| Royaume-Uni \| UAE Team Emirates XRG \| + 24 s \| \| 5e \| Einer Rubio \| Colombie \| Movistar Team \| + 27 s \| \| 6e \| Anders Johannessen \| Norvège \| Uno-X Mobility \| + 34 s \| \| 7e \| Jefferson Cepeda \| Équateur \| Movistar Team \| + 37 s \| \| 8e \| Lorenzo Fortunato \| Italie \| XDS Astana Team \| + 38 s \| \| 9e \| Harold Martín López \| Équateur \| XDS Astana Team \| + 40 s \| \| 10e \| Michael Storer \| Australie \| Tudor Pro Cycling Team \| + 41 s \| |                     |             |                            |                 |
| |                     |             |                            |                 |
| |                     |             |                            |                 |
| Classement général |                     |             |                            |                 |
| Coureur | Coureur             | Pays        | Équipe                     | Temps           |
| 1er | Isaac Del Toro      | Mexique     | UAE Team Emirates XRG      | 3 h 56 min 49 s |
| 2e | Ben Tulett          | Royaume-Uni | Team Visma \| Lease a Bike | + 1 s           |
| 3e | Tobias Johannessen  | Norvège     | Uno-X Mobility             | + 9 s           |
| 4e | Adam Yates          | Royaume-Uni | UAE Team Emirates XRG      | + 24 s          |
| 5e | Einer Rubio         | Colombie    | Movistar Team              | + 27 s          |
| 6e | Anders Johannessen  | Norvège     | Uno-X Mobility             | + 34 s          |
| 7e | Jefferson Cepeda    | Équateur    | Movistar Team              | + 37 s          |
| 8e | Lorenzo Fortunato   | Italie      | XDS Astana Team            | + 38 s          |
| 9e | Harold Martín López | Équateur    | XDS Astana Team            | + 40 s          |
| 10e | Michael Storer      | Australie   | Tudor Pro Cycling Team     | + 41 s          |

## Classements UCI
La course attribue des points au classement mondial UCI 2025 selon le barème suivant :
| Position           | 1er | 2e  | 3e  | 4e  | 5e | 6e | 7e | 8e | 9e | 10e | 11e | 12e | 13e | 14e | 15e | 16e à 30e | 31e à 40e |
| Classement général | 200 | 150 | 125 | 100 | 85 | 70 | 60 | 50 | 40 | 35  | 30  | 25  | 20  | 15  | 10  | 5         | 3         |

## Liste des participants
| XDS Astana Team XAT                | XDS Astana Team XAT           | XDS Astana Team XAT |
| ---------------------------------- | ----------------------------- | ------------------- |
| Num                                | Coureur                       | Pos                 |
| 1                                  | Alberto Bettiol (ITA) (route) | 42e                 |
| 2                                  | Davide Ballerini (ITA)        | 85e                 |
| 3                                  | Nicola Conci (ITA)            | 34e                 |
| 4                                  | Lorenzo Fortunato (ITA)       | 8e                  |
| 5                                  | Harold Martín López (ECU)     | 9e                  |
| 6                                  | Harold Tejada (COL)           | 51e                 |
| 7                                  | Diego Ulissi (ITA)            | 12e                 |
| Directeur sportif : Stefano Zanini |                               |                     |

| EF Education-EasyPost EFE            | EF Education-EasyPost EFE | EF Education-EasyPost EFE |
| ------------------------------------ | ------------------------- | ------------------------- |
| Num                                  | Coureur                   | Pos                       |
| 11                                   | Samuele Battistella (ITA) | AB                        |
| 12                                   | Markel Beloki (ESP)       | 38e                       |
| 13                                   | Richard Carapaz (ECU)     | 16e                       |
| 14                                   | Alexander Cepeda (ECU)    | 7e                        |
| 15                                   | Alastair Mackellar (AUS)  | 103e                      |
| 16                                   | Jack Rootkin-Gray (GBR)   | 115e                      |
| 17                                   | Max Walker (GBR)          | NP                        |
| Directeur sportif : Charles Wegelius |                           |                           |

| Equipo Kern Pharma EKP            | Equipo Kern Pharma EKP | Equipo Kern Pharma EKP |
| --------------------------------- | ---------------------- | ---------------------- |
| Num                               | Coureur                | Pos                    |
| 21                                | Hugo Aznar (ESP)       | 111e                   |
| 22                                | Urko Berrade (ESP)     | 22e                    |
| 23                                | Pablo Carrascosa (ESP) | 54e                    |
| 24                                | Jorge Gutiérrez (ESP)  | AB                     |
| 25                                | José Félix Parra (ESP) | 19e                    |
| 26                                | Iván Sosa (COL)        | 21e                    |
| 27                                | Diego Uriarte (ESP)    | 89e                    |
| Directeur sportif : Mikel Ezkieta |                        |                        |

| Intermarché-Wanty IWA            | Intermarché-Wanty IWA   | Intermarché-Wanty IWA |
| -------------------------------- | ----------------------- | --------------------- |
| Num                              | Coureur                 | Pos                   |
| 31                               | Dion Smith (NZL)        | NP                    |
| 32                               | Kevin Colleoni (ITA)    | 69e                   |
| 33                               | Alexy Faure Prost (FRA) | 56e                   |
| 34                               | Kobe Goossens (BEL)     | AB                    |
| 35                               | Simone Gualdi (ITA)     | 26e                   |
| 36                               | Maxence Place (BEL)     | 74e                   |
| 37                               | Jonas Rutsch (GER)      | 43e                   |
| Directeur sportif : Bart Wellens |                         |                       |

| Israel-Premier Tech IPT              | Israel-Premier Tech IPT     | Israel-Premier Tech IPT |
| ------------------------------------ | --------------------------- | ----------------------- |
| Num                                  | Coureur                     | Pos                     |
| 41                                   | Michael Woods (CAN) (route) | AB                      |
| 42                                   | George Bennett (NZL)        | 25e                     |
| 43                                   | Simon Clarke (AUS)          | 68e                     |
| 44                                   | Pau Martí (ESP)             | 39e                     |
| 45                                   | Nick Schultz (AUS)          | 40e                     |
| 46                                   | Riley Sheehan (USA)         | NP                      |
| 47                                   | Kiaan Watts (NZL)           | 118e                    |
| Directeur sportif : Francesco Frassi |                             |                         |

| JCLTeam Ukyo JCL                  | JCLTeam Ukyo JCL               | JCLTeam Ukyo JCL |
| --------------------------------- | ------------------------------ | ---------------- |
| Num                               | Coureur                        | Pos              |
| 51                                | Nahom Zerai (ERI)              | 20e              |
| 52                                | Marc Cabedo (ESP)              | 76e              |
| 53                                | Alessandro Fancellu (ITA)      | 57e              |
| 54                                | Manabu Ishibashi (JPN)         | 121e             |
| 55                                | Koki Kamada (JPN)              | 120e             |
| 56                                | Marino Kobayashi (JPN) (route) | 91e              |
| 57                                | Nariyuki Masuda (JPN)          | 113e             |
| Directeur sportif : Alberto Volpi |                                |                  |

| MBH Bank Ballan CSB MBH             | MBH Bank Ballan CSB MBH | MBH Bank Ballan CSB MBH |
| ----------------------------------- | ----------------------- | ----------------------- |
| Num                                 | Coureur                 | Pos                     |
| 61                                  | Matteo Ambrosini (ITA)  | 71e                     |
| 62                                  | Gabriele Casalini (ITA) | 122e                    |
| 63                                  | Edoardo Cipollini (ITA) | 99e                     |
| 64                                  | Luca Cretti (ITA)       | 59e                     |
| 65                                  | Matteo Fiorin (ITA)     | 123e                    |
| 66                                  | Márk Valent (HUN)       | 81e                     |
| 67                                  | Barnabás Vas (HUN)      | 112e                    |
| Directeur sportif : Gianluca Valoti |                         |                         |

| Movistar Team MOV                       | Movistar Team MOV                | Movistar Team MOV |
| --------------------------------------- | -------------------------------- | ----------------- |
| Num                                     | Coureur                          | Pos               |
| 71                                      | Einer Rubio (COL)                | 5e                |
| 72                                      | Manlio Moro (ITA)                | 104e              |
| 73                                      | Davide Formolo (ITA)             | 53e               |
| 74                                      | Michel Hessmann (GER)            | 108e              |
| 75                                      | Lorenzo Milesi (ITA)             | 37e               |
| 76                                      | Diego Pescador (COL)             | 50e               |
| 77                                      | Natnael Tesfatsion (ERI) (route) | 80e               |
| Directeur sportif : Maximilian Sciandri |                                  |                   |

| Q36.5 Pro Cycling Team Q36             | Q36.5 Pro Cycling Team Q36 | Q36.5 Pro Cycling Team Q36 |
| -------------------------------------- | -------------------------- | -------------------------- |
| Num                                    | Coureur                    | Pos                        |
| 81                                     | Matteo Badilatti (SUI)     | 36e                        |
| 82                                     | Walter Calzoni (ITA)       | 70e                        |
| 83                                     | Fabio Christen (SUI)       | 63e                        |
| 84                                     | David de la Cruz (ESP)     | 17e                        |
| 85                                     | Damien Howson (AUS)        | 15e                        |
| 86                                     | Milan Vader (NED)          | 30e                        |
| 87                                     | Nickolas Zukowsky (CAN)    | 78e                        |
| Directeur sportif : Gabriele Missaglia |                            |                            |

| Team Solution Tech-Vini Fantini TFT | Team Solution Tech-Vini Fantini TFT | Team Solution Tech-Vini Fantini TFT |
| ----------------------------------- | ----------------------------------- | ----------------------------------- |
| Num                                 | Coureur                             | Pos                                 |
| 91                                  | Kristian Sbaragli (ITA)             | 92e                                 |
| 92                                  | Davide Baldaccini (ITA)             | 84e                                 |
| 93                                  | Valerio Conti (ITA)                 | 93e                                 |
| 94                                  | Felix James Meo (NZL)               | 106e                                |
| 95                                  | Tommaso Nencini (ITA)               | 105e                                |
| 96                                  | Mark Stewart (GBR)                  | 62e                                 |
| 97                                  | Kyrylo Tsarenko (UKR)               | 31e                                 |
| Directeur sportif : Serge Parsani   |                                     |                                     |

| Unibet Tietema Rockets RKT     | Unibet Tietema Rockets RKT        | Unibet Tietema Rockets RKT |
| ------------------------------ | --------------------------------- | -------------------------- |
| Num                            | Coureur                           | Pos                        |
| 101                            | Giovanni Carboni (ITA)            | 35e                        |
| 102                            | Cedrik Bakke Christophersen (NOR) | 61e                        |
| 103                            | Baptiste Huyet (FRA)              | 48e                        |
| 104                            | Sergio Meris (ITA)                | 55e                        |
| 105                            | Adrien Maire (FRA)                | 94e                        |
| 106                            | Adam Ťoupalík (CZE)               | 72e                        |
| Directeur sportif : Sverre Vik |                                   |                            |

| Team Picnic-PostNL TPP          | Team Picnic-PostNL TPP        | Team Picnic-PostNL TPP |
| ------------------------------- | ----------------------------- | ---------------------- |
| Num                             | Coureur                       | Pos                    |
| 111                             | Kevin Vermaerke (USA)         | 27e                    |
| 112                             | Vincent Bodet (FRA)           | 65e                    |
| 113                             | Bjoern Koerdt (GBR)           | 47e                    |
| 114                             | Niklas Märkl (GER)            | 114e                   |
| 115                             | Juan Guillermo Martínez (COL) | 24e                    |
| 116                             | Bram Welten (NED)             | 119e                   |
| Directeur sportif : Philip West |                               |                        |

| Team Polti VisitMalta PTV           | Team Polti VisitMalta PTV  | Team Polti VisitMalta PTV |
| ----------------------------------- | -------------------------- | ------------------------- |
| Num                                 | Coureur                    | Pos                       |
| 121                                 | Davide De Cassan (ITA)     | 88e                       |
| 122                                 | Mattia Bais (ITA)          | 60e                       |
| 123                                 | Pablo García Francés (ESP) | 41e                       |
| 124                                 | Germán Darío Gómez (COL)   | 23e                       |
| 125                                 | Álex Martín (ESP)          | 45e                       |
| 126                                 | Andrea Pietrobon (ITA)     | 95e                       |
| 127                                 | Alessandro Tonelli (ITA)   | 52e                       |
| Directeur sportif : Giovanni Ellena |                            |                           |

| Team Visma \| Lease a Bike TVL  | Team Visma \| Lease a Bike TVL | Team Visma \| Lease a Bike TVL |
| ------------------------------- | ------------------------------ | ------------------------------ |
| Num                             | Coureur                        | Pos                            |
| 131                             | Tosh Van der Sande (BEL)       | 109e                           |
| 133                             | Tijmen Graat (NED)             | 73e                            |
| 134                             | Pietro Mattio (ITA)            | 86e                            |
| 135                             | Jørgen Nordhagen (NOR)         | 58e                            |
| Directeur sportif : Addy Engels |                                |                                |

| Team Visma \| Lease a Bike Development VLD | Team Visma \| Lease a Bike Development VLD | Team Visma \| Lease a Bike Development VLD |
| ------------------------------------------ | ------------------------------------------ | ------------------------------------------ |
| Num                                        | Coureur                                    | Pos                                        |
| 136                                        | William Smith (GBR)                        | 102e                                       |

| Team Visma \| Lease a Bike TVL  | Team Visma \| Lease a Bike TVL | Team Visma \| Lease a Bike TVL |
| ------------------------------- | ------------------------------ | ------------------------------ |
| Num                             | Coureur                        | Pos                            |
| 137                             | Ben Tulett (GBR)               | 2e                             |
| Directeur sportif : Addy Engels |                                |                                |

| Team TotalEnergies TEN              | Team TotalEnergies TEN    | Team TotalEnergies TEN |
| ----------------------------------- | ------------------------- | ---------------------- |
| Num                                 | Coureur                   | Pos                    |
| 141                                 | Pierre Latour (FRA)       | 32e                    |
| 142                                 | Steff Cras (BEL)          | 11e                    |
| 143                                 | Joris Delbove (FRA)       | 67e                    |
| 144                                 | Fabien Doubey (FRA)       | 66e                    |
| 145                                 | Jordan Jegat (FRA)        | 13e                    |
| 146                                 | Valentin Retailleau (FRA) | 101e                   |
| 147                                 | Baptiste Vadic (FRA)      | 100e                   |
| Directeur sportif : Lylian Lebreton |                           |                        |

| Tudor Pro Cycling Team TUD         | Tudor Pro Cycling Team TUD  | Tudor Pro Cycling Team TUD |
| ---------------------------------- | --------------------------- | -------------------------- |
| Num                                | Coureur                     | Pos                        |
| 151                                | Michael Storer (AUS)        | 10e                        |
| 152                                | Marco Brenner (GER) (route) | 117e                       |
| 153                                | Marc Hirschi (SUI)          | 14e                        |
| 154                                | Florian Stork (GER)         | 28e                        |
| 155                                | Roland Thalmann (SUI)       | 107e                       |
| 156                                | Hannes Wilksch (GER)        | 82e                        |
| 157                                | Luc Wirtgen (LUX)           | 116e                       |
| Directeur sportif : Matteo Tosatto |                             |                            |

| UAE Team Emirates XRG UAD                        | UAE Team Emirates XRG UAD  | UAE Team Emirates XRG UAD |
| ------------------------------------------------ | -------------------------- | ------------------------- |
| Num                                              | Coureur                    | Pos                       |
| 161                                              | Adam Yates (GBR)           | 4e                        |
| 162                                              | Igor Arrieta (ESP)         | 64e                       |
| 163                                              | Alessandro Covi (ITA)      | 49e                       |
| 164                                              | Isaac Del Toro (MEX)       | 1er                       |
| 165                                              | Julius Johansen (DEN)      | 98e                       |
| 166                                              | Vegard Stake Laengen (NOR) | 97e                       |
| 167                                              | Enea Sambinello (ITA)      | 90e                       |
| Directeur sportif : Fabio Baldato, Marco Marzano |                            |                           |

| Uno-X Mobility UXM                | Uno-X Mobility UXM       | Uno-X Mobility UXM |
| --------------------------------- | ------------------------ | ------------------ |
| Num                               | Coureur                  | Pos                |
| 171                               | Jonas Abrahamsen (NOR)   | 87e                |
| 172                               | Fredrik Dversnes (NOR)   | 79e                |
| 173                               | Ådne Holter (NOR)        | 75e                |
| 174                               | Anders Johannessen (NOR) | 6e                 |
| 175                               | Tobias Johannessen (NOR) | 3e                 |
| 176                               | Johannes Kulset (NOR)    | 33e                |
| 177                               | Anders Skaarseth (NOR)   | 110e               |
| Directeur sportif : Gabriel Rasch |                          |                    |

| VF Group-Bardiani CSF-Faizanè VBF     | VF Group-Bardiani CSF-Faizanè VBF | VF Group-Bardiani CSF-Faizanè VBF |
| ------------------------------------- | --------------------------------- | --------------------------------- |
| Num                                   | Coureur                           | Pos                               |
| 181                                   | Martin Santiago Herreño (COL)     | 96e                               |
| 182                                   | Martin Marcellusi (ITA)           | 77e                               |
| 183                                   | Alessio Martinelli (ITA)          | 83e                               |
| 184                                   | Luca Paletti (ITA)                | 46e                               |
| 185                                   | Alessandro Pinarello (ITA)        | 18e                               |
| 186                                   | Vicente Rojas (CHI)               | 44e                               |
| 187                                   | Alex Tolio (ITA)                  | 29e                               |
| Directeur sportif : Roberto Reverberi |                                   |                                   |

| XDS Astana Team XAT                | XDS Astana Team XAT           | XDS Astana Team XAT |
| ---------------------------------- | ----------------------------- | ------------------- |
| Num                                | Coureur                       | Pos                 |
| 1                                  | Alberto Bettiol (ITA) (route) | 42e                 |
| 2                                  | Davide Ballerini (ITA)        | 85e                 |
| 3                                  | Nicola Conci (ITA)            | 34e                 |
| 4                                  | Lorenzo Fortunato (ITA)       | 8e                  |
| 5                                  | Harold Martín López (ECU)     | 9e                  |
| 6                                  | Harold Tejada (COL)           | 51e                 |
| 7                                  | Diego Ulissi (ITA)            | 12e                 |
| Directeur sportif : Stefano Zanini |                               |                     |

| EF Education-EasyPost EFE            | EF Education-EasyPost EFE | EF Education-EasyPost EFE |
| ------------------------------------ | ------------------------- | ------------------------- |
| Num                                  | Coureur                   | Pos                       |
| 11                                   | Samuele Battistella (ITA) | AB                        |
| 12                                   | Markel Beloki (ESP)       | 38e                       |
| 13                                   | Richard Carapaz (ECU)     | 16e                       |
| 14                                   | Alexander Cepeda (ECU)    | 7e                        |
| 15                                   | Alastair Mackellar (AUS)  | 103e                      |
| 16                                   | Jack Rootkin-Gray (GBR)   | 115e                      |
| 17                                   | Max Walker (GBR)          | NP                        |
| Directeur sportif : Charles Wegelius |                           |                           |

| Equipo Kern Pharma EKP            | Equipo Kern Pharma EKP | Equipo Kern Pharma EKP |
| --------------------------------- | ---------------------- | ---------------------- |
| Num                               | Coureur                | Pos                    |
| 21                                | Hugo Aznar (ESP)       | 111e                   |
| 22                                | Urko Berrade (ESP)     | 22e                    |
| 23                                | Pablo Carrascosa (ESP) | 54e                    |
| 24                                | Jorge Gutiérrez (ESP)  | AB                     |
| 25                                | José Félix Parra (ESP) | 19e                    |
| 26                                | Iván Sosa (COL)        | 21e                    |
| 27                                | Diego Uriarte (ESP)    | 89e                    |
| Directeur sportif : Mikel Ezkieta |                        |                        |

| Intermarché-Wanty IWA            | Intermarché-Wanty IWA   | Intermarché-Wanty IWA |
| -------------------------------- | ----------------------- | --------------------- |
| Num                              | Coureur                 | Pos                   |
| 31                               | Dion Smith (NZL)        | NP                    |
| 32                               | Kevin Colleoni (ITA)    | 69e                   |
| 33                               | Alexy Faure Prost (FRA) | 56e                   |
| 34                               | Kobe Goossens (BEL)     | AB                    |
| 35                               | Simone Gualdi (ITA)     | 26e                   |
| 36                               | Maxence Place (BEL)     | 74e                   |
| 37                               | Jonas Rutsch (GER)      | 43e                   |
| Directeur sportif : Bart Wellens |                         |                       |

| Israel-Premier Tech IPT              | Israel-Premier Tech IPT     | Israel-Premier Tech IPT |
| ------------------------------------ | --------------------------- | ----------------------- |
| Num                                  | Coureur                     | Pos                     |
| 41                                   | Michael Woods (CAN) (route) | AB                      |
| 42                                   | George Bennett (NZL)        | 25e                     |
| 43                                   | Simon Clarke (AUS)          | 68e                     |
| 44                                   | Pau Martí (ESP)             | 39e                     |
| 45                                   | Nick Schultz (AUS)          | 40e                     |
| 46                                   | Riley Sheehan (USA)         | NP                      |
| 47                                   | Kiaan Watts (NZL)           | 118e                    |
| Directeur sportif : Francesco Frassi |                             |                         |

| JCLTeam Ukyo JCL                  | JCLTeam Ukyo JCL               | JCLTeam Ukyo JCL |
| --------------------------------- | ------------------------------ | ---------------- |
| Num                               | Coureur                        | Pos              |
| 51                                | Nahom Zerai (ERI)              | 20e              |
| 52                                | Marc Cabedo (ESP)              | 76e              |
| 53                                | Alessandro Fancellu (ITA)      | 57e              |
| 54                                | Manabu Ishibashi (JPN)         | 121e             |
| 55                                | Koki Kamada (JPN)              | 120e             |
| 56                                | Marino Kobayashi (JPN) (route) | 91e              |
| 57                                | Nariyuki Masuda (JPN)          | 113e             |
| Directeur sportif : Alberto Volpi |                                |                  |

| MBH Bank Ballan CSB MBH             | MBH Bank Ballan CSB MBH | MBH Bank Ballan CSB MBH |
| ----------------------------------- | ----------------------- | ----------------------- |
| Num                                 | Coureur                 | Pos                     |
| 61                                  | Matteo Ambrosini (ITA)  | 71e                     |
| 62                                  | Gabriele Casalini (ITA) | 122e                    |
| 63                                  | Edoardo Cipollini (ITA) | 99e                     |
| 64                                  | Luca Cretti (ITA)       | 59e                     |
| 65                                  | Matteo Fiorin (ITA)     | 123e                    |
| 66                                  | Márk Valent (HUN)       | 81e                     |
| 67                                  | Barnabás Vas (HUN)      | 112e                    |
| Directeur sportif : Gianluca Valoti |                         |                         |

| Movistar Team MOV                       | Movistar Team MOV                | Movistar Team MOV |
| --------------------------------------- | -------------------------------- | ----------------- |
| Num                                     | Coureur                          | Pos               |
| 71                                      | Einer Rubio (COL)                | 5e                |
| 72                                      | Manlio Moro (ITA)                | 104e              |
| 73                                      | Davide Formolo (ITA)             | 53e               |
| 74                                      | Michel Hessmann (GER)            | 108e              |
| 75                                      | Lorenzo Milesi (ITA)             | 37e               |
| 76                                      | Diego Pescador (COL)             | 50e               |
| 77                                      | Natnael Tesfatsion (ERI) (route) | 80e               |
| Directeur sportif : Maximilian Sciandri |                                  |                   |

| Q36.5 Pro Cycling Team Q36             | Q36.5 Pro Cycling Team Q36 | Q36.5 Pro Cycling Team Q36 |
| -------------------------------------- | -------------------------- | -------------------------- |
| Num                                    | Coureur                    | Pos                        |
| 81                                     | Matteo Badilatti (SUI)     | 36e                        |
| 82                                     | Walter Calzoni (ITA)       | 70e                        |
| 83                                     | Fabio Christen (SUI)       | 63e                        |
| 84                                     | David de la Cruz (ESP)     | 17e                        |
| 85                                     | Damien Howson (AUS)        | 15e                        |
| 86                                     | Milan Vader (NED)          | 30e                        |
| 87                                     | Nickolas Zukowsky (CAN)    | 78e                        |
| Directeur sportif : Gabriele Missaglia |                            |                            |

| Team Solution Tech-Vini Fantini TFT | Team Solution Tech-Vini Fantini TFT | Team Solution Tech-Vini Fantini TFT |
| ----------------------------------- | ----------------------------------- | ----------------------------------- |
| Num                                 | Coureur                             | Pos                                 |
| 91                                  | Kristian Sbaragli (ITA)             | 92e                                 |
| 92                                  | Davide Baldaccini (ITA)             | 84e                                 |
| 93                                  | Valerio Conti (ITA)                 | 93e                                 |
| 94                                  | Felix James Meo (NZL)               | 106e                                |
| 95                                  | Tommaso Nencini (ITA)               | 105e                                |
| 96                                  | Mark Stewart (GBR)                  | 62e                                 |
| 97                                  | Kyrylo Tsarenko (UKR)               | 31e                                 |
| Directeur sportif : Serge Parsani   |                                     |                                     |

| Unibet Tietema Rockets RKT     | Unibet Tietema Rockets RKT        | Unibet Tietema Rockets RKT |
| ------------------------------ | --------------------------------- | -------------------------- |
| Num                            | Coureur                           | Pos                        |
| 101                            | Giovanni Carboni (ITA)            | 35e                        |
| 102                            | Cedrik Bakke Christophersen (NOR) | 61e                        |
| 103                            | Baptiste Huyet (FRA)              | 48e                        |
| 104                            | Sergio Meris (ITA)                | 55e                        |
| 105                            | Adrien Maire (FRA)                | 94e                        |
| 106                            | Adam Ťoupalík (CZE)               | 72e                        |
| Directeur sportif : Sverre Vik |                                   |                            |

| Team Picnic-PostNL TPP          | Team Picnic-PostNL TPP        | Team Picnic-PostNL TPP |
| ------------------------------- | ----------------------------- | ---------------------- |
| Num                             | Coureur                       | Pos                    |
| 111                             | Kevin Vermaerke (USA)         | 27e                    |
| 112                             | Vincent Bodet (FRA)           | 65e                    |
| 113                             | Bjoern Koerdt (GBR)           | 47e                    |
| 114                             | Niklas Märkl (GER)            | 114e                   |
| 115                             | Juan Guillermo Martínez (COL) | 24e                    |
| 116                             | Bram Welten (NED)             | 119e                   |
| Directeur sportif : Philip West |                               |                        |

| Team Polti VisitMalta PTV           | Team Polti VisitMalta PTV  | Team Polti VisitMalta PTV |
| ----------------------------------- | -------------------------- | ------------------------- |
| Num                                 | Coureur                    | Pos                       |
| 121                                 | Davide De Cassan (ITA)     | 88e                       |
| 122                                 | Mattia Bais (ITA)          | 60e                       |
| 123                                 | Pablo García Francés (ESP) | 41e                       |
| 124                                 | Germán Darío Gómez (COL)   | 23e                       |
| 125                                 | Álex Martín (ESP)          | 45e                       |
| 126                                 | Andrea Pietrobon (ITA)     | 95e                       |
| 127                                 | Alessandro Tonelli (ITA)   | 52e                       |
| Directeur sportif : Giovanni Ellena |                            |                           |

| Team Visma \| Lease a Bike TVL  | Team Visma \| Lease a Bike TVL | Team Visma \| Lease a Bike TVL |
| ------------------------------- | ------------------------------ | ------------------------------ |
| Num                             | Coureur                        | Pos                            |
| 131                             | Tosh Van der Sande (BEL)       | 109e                           |
| 133                             | Tijmen Graat (NED)             | 73e                            |
| 134                             | Pietro Mattio (ITA)            | 86e                            |
| 135                             | Jørgen Nordhagen (NOR)         | 58e                            |
| Directeur sportif : Addy Engels |                                |                                |

| Team Visma \| Lease a Bike Development VLD | Team Visma \| Lease a Bike Development VLD | Team Visma \| Lease a Bike Development VLD |
| ------------------------------------------ | ------------------------------------------ | ------------------------------------------ |
| Num                                        | Coureur                                    | Pos                                        |
| 136                                        | William Smith (GBR)                        | 102e                                       |

| Team Visma \| Lease a Bike TVL  | Team Visma \| Lease a Bike TVL | Team Visma \| Lease a Bike TVL |
| ------------------------------- | ------------------------------ | ------------------------------ |
| Num                             | Coureur                        | Pos                            |
| 137                             | Ben Tulett (GBR)               | 2e                             |
| Directeur sportif : Addy Engels |                                |                                |

| Team TotalEnergies TEN              | Team TotalEnergies TEN    | Team TotalEnergies TEN |
| ----------------------------------- | ------------------------- | ---------------------- |
| Num                                 | Coureur                   | Pos                    |
| 141                                 | Pierre Latour (FRA)       | 32e                    |
| 142                                 | Steff Cras (BEL)          | 11e                    |
| 143                                 | Joris Delbove (FRA)       | 67e                    |
| 144                                 | Fabien Doubey (FRA)       | 66e                    |
| 145                                 | Jordan Jegat (FRA)        | 13e                    |
| 146                                 | Valentin Retailleau (FRA) | 101e                   |
| 147                                 | Baptiste Vadic (FRA)      | 100e                   |
| Directeur sportif : Lylian Lebreton |                           |                        |

| Tudor Pro Cycling Team TUD         | Tudor Pro Cycling Team TUD  | Tudor Pro Cycling Team TUD |
| ---------------------------------- | --------------------------- | -------------------------- |
| Num                                | Coureur                     | Pos                        |
| 151                                | Michael Storer (AUS)        | 10e                        |
| 152                                | Marco Brenner (GER) (route) | 117e                       |
| 153                                | Marc Hirschi (SUI)          | 14e                        |
| 154                                | Florian Stork (GER)         | 28e                        |
| 155                                | Roland Thalmann (SUI)       | 107e                       |
| 156                                | Hannes Wilksch (GER)        | 82e                        |
| 157                                | Luc Wirtgen (LUX)           | 116e                       |
| Directeur sportif : Matteo Tosatto |                             |                            |

| UAE Team Emirates XRG UAD                        | UAE Team Emirates XRG UAD  | UAE Team Emirates XRG UAD |
| ------------------------------------------------ | -------------------------- | ------------------------- |
| Num                                              | Coureur                    | Pos                       |
| 161                                              | Adam Yates (GBR)           | 4e                        |
| 162                                              | Igor Arrieta (ESP)         | 64e                       |
| 163                                              | Alessandro Covi (ITA)      | 49e                       |
| 164                                              | Isaac Del Toro (MEX)       | 1er                       |
| 165                                              | Julius Johansen (DEN)      | 98e                       |
| 166                                              | Vegard Stake Laengen (NOR) | 97e                       |
| 167                                              | Enea Sambinello (ITA)      | 90e                       |
| Directeur sportif : Fabio Baldato, Marco Marzano |                            |                           |

| Uno-X Mobility UXM                | Uno-X Mobility UXM       | Uno-X Mobility UXM |
| --------------------------------- | ------------------------ | ------------------ |
| Num                               | Coureur                  | Pos                |
| 171                               | Jonas Abrahamsen (NOR)   | 87e                |
| 172                               | Fredrik Dversnes (NOR)   | 79e                |
| 173                               | Ådne Holter (NOR)        | 75e                |
| 174                               | Anders Johannessen (NOR) | 6e                 |
| 175                               | Tobias Johannessen (NOR) | 3e                 |
| 176                               | Johannes Kulset (NOR)    | 33e                |
| 177                               | Anders Skaarseth (NOR)   | 110e               |
| Directeur sportif : Gabriel Rasch |                          |                    |

| VF Group-Bardiani CSF-Faizanè VBF     | VF Group-Bardiani CSF-Faizanè VBF | VF Group-Bardiani CSF-Faizanè VBF |
| ------------------------------------- | --------------------------------- | --------------------------------- |
| Num                                   | Coureur                           | Pos                               |
| 181                                   | Martin Santiago Herreño (COL)     | 96e                               |
| 182                                   | Martin Marcellusi (ITA)           | 77e                               |
| 183                                   | Alessio Martinelli (ITA)          | 83e                               |
| 184                                   | Luca Paletti (ITA)                | 46e                               |
| 185                                   | Alessandro Pinarello (ITA)        | 18e                               |
| 186                                   | Vicente Rojas (CHI)               | 44e                               |
| 187                                   | Alex Tolio (ITA)                  | 29e                               |
| Directeur sportif : Roberto Reverberi |                                   |                                   |